# Lideratge
El lideratge és el conjunt de capacitats que una persona té per influir en la ment de les persones o en un grup de persones determinat, fent que aquest equip treballi amb entusiasme, encara que la realitat sigui diferent, en l'assoliment de metes i objectius. També s'entén com la capacitat de prendre la iniciativa, gestionar, convocar, promoure, incentivar, motivar i avaluar un grup o equip. En l'administració d'empreses el lideratge és l'exercici de l'activitat executiva en un projecte, de forma eficaç i eficient, sigui aquest personal, gerencial o institucional (dins del procés administratiu de l'organització).
El Diccionari de Ciències de la Conducta (1956), defineix el lideratge com a les "qualitats de personalitat i capacitat que afavoreixen la guia i el control d'altres individus". Altres definicions són: - "El lideratge és un intent d'influència interpersonal, dirigit a través del procés de comunicació, a l'assoliment d'una o diverses metes"
El filòsof Hugo Landolfi defineix el lideratge com: "L'exercici manifestatiu de les actualitzacions i perfeccionaments d'un ésser humà, denominat líder, que per la seva acció es col·loca al servei de l'assoliment, a través d'una missió, d'un o diversos objectius proposats per una visió. L'esmentada visió ha d'alinear-se i subordinar-se necessàriament al Bé Últim de l'home. Els objectius proposats per la visió han d'incloure i considerar a aquells objectius que són individuals -de cadascuna de les persones que conformen l'equip de lideratge-, conjuntament amb aquells que són organitzacionals".
Rallph M. Stogdill, en el seu resum de teories i investigació del lideratge, assenyala que "existeixen gairebé tantes definicions del lideratge com persones que han tractat de definir el concepte. Aquí, s'entendrà el lideratge gerencial com el procés de dirigir les activitats laborals dels membres d'un grup i d'influir-hi. Aquesta definició té quatre implicacions importants.
Implica que hi hagi una persona (líder o no) que pugui influir i motivar els altres (seguidors). I per això en els estudis sobre lideratge es fa èmfasi en la capacitat de persuasió i influència. Tradicionalment, hom ha denominat carisma a la suma d'aquestes dues variables. Tanmateix, els estudis actuals en psicologia i sociologia han conclòs que el carisma no té la importància que històricament se li havia atorgat i que també hi ha altres factors que són més determinants a l'hora de construir el veritable lideratge.

## Categories i tipus de líder
- Líder autocràtic
- Líder democràtic
- Líder laissez faire
- Líder paternalista
- Líder carismàtic

El Lideratge Gerencial: procés mitjançant el qual es dirigeixen les activitats laborals d'un equip de treball per influir-hi. Aquesta definició té quatre implicacions importants.
En primer lloc el lideratge implica d'altres persones, els col·laboradors o seguidors. Els membres de l'equip de treball, atesa la seva voluntat per acceptar les ordres del líder, ajuden a definir la posició del líder i permeten que transcorri el procés de lideratge; si no hi hagués a qui manar, les qualitats de lideratge del gerent serien irrellevants.
En segon lloc, el lideratge comporta una distribució desigual del poder entre els líders i els membres de l'equip de treball. Els membres de l'equip tenen cert poder; poden donar forma, i de fet ho fan, a les activitats del grup de diferents maneres. Tanmateix, per regla general, el líder tindrà més poder sobre els altres i és qui decideix que s'ha de fer.
El tercer aspecte del lideratge és la capacitat per usar les diferents formes del poder per a influir en la conducta dels col·laboradors, de diferents maneres.
El quart és la combinació dels tres primers, però reconeix que el lideratge és qüestió de valors i principis de la persona que és líder.

## Tipus de lideratge
Segons l'opinió d'experts en Desenvolupament Organitzacional, existeixen pocs tipus de lideratge.
Segons l'opinió de d'altres, no és que existeixin diversos tipus de lideratge: el lideratge és un i, com que els líders són persones (individus amb característiques personals definides), les classificacions corresponen a la forma com exerceixen o han adquirit la facultat de dirigir, circumstància que no necessàriament implica que sigui un líder.
Tres tipus de lideratge que es refereixen a formes variades d'autoritat:
- Líder carismàtic : és el que té la capacitat de generar entusiasme. És elegit com a líder per la seva manera de donar entusiasme als seus seguidors.

- Líder tradicional : és aquell que hereta el poder per costum o per un càrrec important, o que pertany a un grup familiar d'elit que ha tingut el poder des de fa generacions. Exemples: un regnat.

- Líder legítim : Podríem pensar en "líder legítim" i "líder il·legítim". El primer és aquella persona que adquireix el poder mitjançant procediments autoritzats en les normes legals, mentre que el líder il·legítim és el que adquireix la seva autoritat a través de l'ús de la il·legalitat. El líder il·legítim no pot considerar-se líder, ja que una de les característiques del lideratge és precisament la capacitat de convocar i convèncer, així que un "lideratge per mitjà de la força" no és cap altra cosa que manca de lideratge. És una contradicció, per se l'únic que pot distingir a un líder és que tingui seguidors : sense seguidors no hi ha líder.

La paraula "lideratge" en si mateixa pot significar un grup col·lectiu de líders, o pot significar característiques especials d'una figura cèlebre (com ara un heroi). També existeixen altres usos per a aquesta paraula, en què el líder no dirigeix, sinó que es tracta d'una figura de respecte (com una autoritat científica, gràcies a la seva tasca, als seus descobriments, a les seves contribucions a la comunitat). Juntament amb el rol de prestigi que s'associa a líders inspiradors, un ús més superficial de la paraula "lideratge" pot designar entitats innovadores, aquelles que durant un període prenen la davantera en algun àmbit, com a alguna corporació o producte que pren la primera posició en algun mercat.
Arieu defineix el líder com a "la persona capaç d'inspirar i associar-ne d'altres amb un somni". Per això és tan important que les organitzacions tinguin una missió amb alt contingut transcendent, ja que és una manera molt poderosa de reforçar el lideratge dels seus directius.
Hi ha una regla fonamental en el lideratge que és la base perquè un bon líder, sigui quin sigui, dugui a terme un lideratge efectiu. La majoria dels autors l'anomenen la regla d'or en les relacions personals, i és fàcil, senzilla i molt efectiva: "No posis les persones al teu lloc: posa't tu al lloc de les persones". En poques paraules, així com tractis a la persones, així elles et tractaran.

## Lideratge segons Richard L. Daft
L'autor Richard L. Daft, al seu llibre L'Experiència del Lideratge, defineix el lideratge com a: La relació d'influència que ocorre entre els líders i els seus seguidors, mitjançant la qual les dues parts pretenen arribar a canvis i resultats reals que reflecteixin els propòsits que comparteixen. Els elements bàsics d'aquesta definició són: líder, influència, intenció, responsabilitat, canvi, propòsit compartit i seguidors.

### Tipus de lideratge segons Cyril Levicki
El tractadista Cyril Levicki, al seu llibre El gen del lideratge, proposa l'existència de set tipus de líder:
- Líder carismàtic: aconsegueix grans avenços estratègics en la consecució dels objectius organitzatius davant d'una situació òptima, mentre que davant de situacions més crítiques administra solucions consistents, tendint a detenir-se molt temps en una planificació d'alta qualitat. Els líders que tenen aquest estil tenen molta dificultat per interaccionar amb persones amb motivació per a l'assoliment molt elevada.

- Líders d'intel·ligència superior: el seu àmbit més propici és quan les organitzacions ocupen persones altament qualificades, aconseguint així transaccions amb resultats òptims. Demostren un gran rebuig i no se senten bé davant de confrontacions al mercat per a productes populars de baix valor i d'una gran dependència cap a la seva marca. En conseqüència aquest tipus de líder d'intel·ligència superior admira la intel·ligència d'altres persones. Els líders que tenen una gran empatia, rebutgen totalment els d'intel·ligència superior.

- Líder autocràtic: especialment eficient en moments de crisi, ja que no sent la necessitat de fer massa preguntes. Li costa adaptar-se als escenaris organitzacionals quan els seus actors tenen alts nivells educatius i estan molt qualificats. Tanmateix actuen reeixidament en diferents situacions. Als països que accepten les diferències socials s'hi senten molt còmodes.

- Líder pastor: molt solvent en les organitzacions amb una evolució altament consistent però són ineficaços davant de les crisis emergències per a les quals calen decisions ràpides. Aquest tipus de líders se senten molt còmodes en les organitzacions mercantils de màxima estabilitat.

- General en cap o general de l'exèrcit: porten a cap les seves millors actuacions davant de la necessitat de preparar-se per a la guerra. En canvi, tenen els seus pitjors moments quan perceben que aquesta guerra no resulta beneficiosa. Són altament competents per a la preparació però no per arribar a conclusions. Pensen que no tenen necessitat d'arribar a concloure, donada la seva creença que la seva preparació és tan bona que sempre guanyarien les batalles.

- Líders de la reialesa: tenen les seves millors oportunitats quan es troben treballant en organitzacions molt antigues i són líders al mercat i no s'adapten a aquelles organitzacions els productes de les quals tenen una demanda massiva. Aquest estil no és recomanable per a les organitzacions, a causa de la dificultat de deslligar-los del seu paper com a conseqüència que a ells mateixos els costa en excés acceptar que la seva actuació no és la millor.

- Líder natural: la seva actuació resulta excel·lent en la majoria de les circumstàncies, i en especial en aquelles corporacions mundials les marques de les quals es reconeix. Tenen dificultats per adaptar-se a les organitzacions les operacions de les quals estan excessivament orientades cap a les vendes. Es podria dir que aquest tipus de líder és el més eficaç, ja que una de les seves grans habilitats és la motivació que transmet als seus seguidors més propers que treballin de bon grat i mantinguin satisfets els accionistes.

### Lideratge desenvolupador
D'acord amb aquesta classificació, existeixen diversos estils de lideratge:
- Líder autòcrata : un líder autòcrata assumeix tota la responsabilitat de la presa de decisions, inicia les accions, dirigeix, motiva i controla el subaltern.

- Líder emprenedor: un líder que adopta l'estil participatiu utilitza la consulta per practicar el lideratge. No delega el seu dret a prendre decisions finals i assenyala directrius específiques als seus subalterns, però consulta les seves idees i opinions sobre moltes decisions que els incumbeixen.

- Líder liberal : mitjançant aquest estil de lideratge, el líder delega els seus subalterns l'autoritat per prendre decisions.

- Líder proactiu : aquest tipus de lideratge promou el desenvolupament del potencial de les persones, de la forma que un jardiner es cuida i potencia el seu jardí.

- Líder audaç : aquest tipus de persona és capaç de relacionar-se amb moltes institucions i persones, persuasiu, crític, amb mirada positiva. Té la capacitat de consultar les altres persones per a després prendre decisions.

## Tipologia de lideratge i característiques
Classificacions més freqüents:
Segons la formalitat en la seva elecció
- Lideratge formal: preestablert per l'organització.
- Lideratge informal: emergent en el grup.

Segons la relació entre el líder i els seus seguidors
- Lideratge dictador: força les seves pròpies idees en el grup en lloc de permetre els altres integrants de fer-se responsables, permetent-los ser independents. És inflexible i li agrada ordenar. Destrueix la creativitat dels altres.
- Lideratge autocràtic: el líder és l'únic al grup que pren les decisions sobre el treball i l'organització del grup, sense haver de justificar-les en cap moment. Els criteris d'avaluació utilitzats pel líder no són coneguts per la resta del grup. La comunicació és unidireccional: del líder al subordinat.
- Lideratge democràtic: el líder pren decisions després de potenciar la discussió del grup, agraint les opinions dels seus seguidors. Els criteris d'avaluació i les normes són explícits i clars. Quan cal resoldre un problema, el líder ofereix diverses solucions, entre les quals el grup ha d'elegir.
- Lideratge onomatopeic: el líder, alhora que reflexiona sobre la visió que ha de moure al grup liderat cap al seu objectiu desitjat, s'expressa a través de simples onomatopeies verbals que afavoreixen notablement l'entusiasme del grup.
- Lideratge paternalista: té confiança pels seus seguidors, pren la major part de les decisions lliurant recompenses i càstigs alhora. La seva tasca consisteix que els seus empleats treballin més i millor, incentivant-los, motivant-los i il·lusionant-los a possibles premis si aconsegueixen l'objectiu.
- Lideratge liberal (laissez faire) : el líder adopta un paper passiu, abandona el poder a les mans del grup. En cap moment no jutja ni avalua les aportacions dels altres membres del grup. Els membres del grup gaudeixen de total llibertat, i compten amb el suport del líder només si li ho sol·liciten.

Segons el tipus d'influència del líder sobre els seus subordinats
- Lideratge transaccional: els membres de l'equip reconeixen el líder com a autoritat i com a líder. El líder proporciona els recursos considerats vàlids per a l'equip de treball.
- Lideratge transformacional o carismàtic: el líder té la capacitat de modificar l'escala de valors, les actituds i les creences dels col·laboradors. Les principals accions d'un líder carismàtic són: discrepàncies amb l'establert i desitjos de canviar-ho, proposta d'una nova alternativa amb capacitat d'il·lusionar i convèncer els seus col·laboradors, i l'ús de mitjans no convencionals i innovadors per aconseguir el canvi i ser capaç d'assumir riscos personals.
- Lideratge autèntic: és aquell líder que es concentra a liderar-se en primer lloc a si mateix. És un líder amb molt autoconeixement, ecuanime, espiritual, compassiu i generós. Només un cop es lidera la pròpia ment es pot liderar els altres.
- Lideratge lateral: es realitza entre persones del mateix rang dins d'una organització o organigrama o també es pot definir com el procés d'influir en les persones del mateix nivell organitzacional per aconseguir objectius en comú amb l'organització.
- Lideratge en el treball: en els negocis s'avaluen dues característiques importants en els executius, amb la intenció de verificar la seva capacitat de direcció: d'una banda, l'aptitud i, per un altre, l'actitud. La primera s'obté amb l'aprenentatge de nous mètodes i procediments; per exemple, la capacitat de construir un balanç, un flux de caixa, distribució de planta o un pla de màrqueting. Però en molts casos aquests coneixements no són aplicables, perquè els gerents manquen d'una bona actitud, és a dir, d'un comportament adequat que intenti implementar els esmentats mètodes. Entre les actituds més sol·licitades i requerides hi ha l'habilitat de lideratge, la mateixa que pot conrear-se però que, segons molts autors, és part de la personalitat individual. Com saber si nosaltres estem configurats com líders i, en cas contrari, com desenvolupar aquestes habilitats en la nostra persona? És un tema d'ampli debat i estudi, però és necessari descobrir si tenim alguna cosa de líders i quines coses ens falten per aconseguir ser-ho cabalment.

Altres classificacions
Una classificació de la tipologia del lideratge és la formal, que representa la direcció d'un grup de treball de forma oficial o designada; una altra de menys evident és el reconeixement pels membres de la institució d'una manera informal que té gran influència, però d'una manera lliure, sense ànim retributiu i de forma carismàtica. En els estudis sociològics de desenvolupament comunitari per observació participativa, aquestes persones són claus per al treball de camp. En la dècada de 1970, diversos sociòlegs espanyols van estudiar el tema del paper dels 'líders informals', com un tema rellevant de la sociologia de l'organització.
El lideratge també pot classificar-se així:
- lideratge individual (exemple a seguir)
- lideratge executiu (planejament, organització, direcció i control d'un projecte)
- lideratge institucional
- lideratge consensual

Quan el lideratge és necessari, comunament pel càrrec, en una organització, parlem de líders formals. Així, aquest líder ha de tenir certes capacitats: habilitat comunicacional, capacitat organitzativa i eficiència administrativa, cosa que equival a dir que un bon líder és una persona responsable, comunicativa i organitzada; un bon líder és aquell que té l'habilitat d'atendre i escoltar a tota hora.
La Credibilitat: La Base del Lideratge Reeixit
Segons els autors del llibre, <<La Credibilitat: Com es guanya, es perd, i perquè la gent la reclama>>, la clau del lideratge reeixit té base en la credibilitat. La credibilitat es defineix com tenir la qualitat de ser creïble o semblar veritable. La credibilitat és important per a qualsevol líder, ja que les persones estan més disposades a seguir algú si poden creure el que aquesta persona diu i fa. Cal recordar que hi ha una gran diferència entre direcció i lideratge.
Hi ha sis disciplines que són clau per obtenir credibilitat:
1. Descobrir-se a si mateix
2. Apreciar els constituents
3. Afirmar valors compartits
4. Desenvolupar capacitat
5. Servir un propòsit
6. Sostenir l'esperança
Les Quatre Estratègies del Lideratge Efectiu
Warren Bennis, autor del llibre "Leaders: The Strategies for Taking Charge", introdueix quatre estratègies fonamentals per a líders que busquen efectivitat:
1. Atenció mitjançant visió - Un líder ha de captar l'atenció dels col·laboradors mitjançant una visió clara i simple.
2. Sentit mitjançant comunicació - Un líder ha de crear significat sobre la seva visió mitjançant una comunicació clara i concisa.
3. Confiança mitjançant posicionament - Un líder ha de transmetre confiança als seus col·laboradors mitjançant el posicionament estratègic de les seves accions.
4. La utilitat d'un mateix - Per arribar a motivar els col·laboradors, un líder s'ha de conèixer primer a si mateix.